# Альянс Renault–Nissan–Mitsubishi
Альянс «Рено-Ніссан-Міцубісі» (англ. Renault–Nissan–Mitsubishi Alliance) — стратегічне франко-японське партнерство в галузі розвитку машинобудування між компаніями: французької Рено (Renault) і японської Ніссан (Nissan). У жовтні 2016 року Mitsubishi Motors Corporation (MMC) оголосило про те, що Nissan Motor Co., Ltd. (Nissan) завершив угоду з купівлі 34% акцій MMC за 237 мільярдів японських ієн і стає найбільшим акціонером компанії ММС. За підсумками роботи за перше півріччя 2017 року альянс вперше в історії став лідером на світовому ринку автовиробників за кількістю проданих машин (за цей період вдалося реалізувати 5,268 млн автомобілів).
У 1999-2017 роках до приєднання Mitsubishi Motors об'єднання називалося Альянс Renault-Nissan.

## Історія
Своїм успіхом Рено та Ніссан, які володіють великими пакетами акцій один одного, багато в чому зобов'язані приєднанням до альянсу Mitsubishi Motors у 2016 році.
На тлі спаду продажів на всіх основних ринках акції Ніссан за 2019 рік подешевшали більш ніж на 30%; керівництво компанії активізувало розробку плану щодо припинення співпраці з французьким концерном Рено (йдеться про повний розрив у технічній та виробничій галузях, а також великі перестановки у правлінні).

## Діяльність
Постачальником трансмісій та коробок передач для альянсу є японська компанія «Jatco», яка належить Nissan і Mitsubishi.

### В Китаї
У червні 2003 між китайською компанією Dongfeng і японською Nissan створено спільне підприємство Dongfeng Motor Company. Завод розташований у місті Ухань, Китай. Перелік автомобілів включає в себе: Nissan Sunny, Nissan Bluebird, Nissan Teana і Nissan Tiida. У 2014 році налагоджено виробництво ряду автомобілів на автомобільній платформі D.

### Daimler та Альянс
7 квітня 2010 року для підвищення якості та обміну сучасними технологіями, а також зниження спільних витрат німецька компанія Daimler уклала стратегічну угоду з Альянсом. Як перший крок Daimler набуває 3,1% акцій Рено та Ніссан, у свою чергу Рено та Ніссан матиме по 1,55% (кожний) акцій Daimler. Завдяки спільним закупівлям та використанню великої кількості стандартних автодеталей та сучасних технологій, компанії істотно знизять свої витрати. У цьому випадку спільні деталі та технології спрямовані на моделі мініавтомобілів: Daimler Smart та Renault Twingo.

### В США
У січні 2012 року компанії оголосили, що спільно почнуть виробляти двигуни на заводі Ніссан у штаті Теннессі для Mercedes-Benz.

### В Індії
У 2010 році альянс відкрив свій завод в Індії в місті Ченнаї з виробництва автомобіля Nissan Micra. Потужність нового підприємства 400 000 автомобілів на рік. На 2012 рік кількість співробітників індійського заводу 6000, серед них 457 менеджерів, 810 контролерів якості, 4831 робочих операторів, середній вік робітників на виробництві 24 роки.

### У Бразилії
На початку жовтня 2011 року глава альянсу Карлос Гон зустрівся з президентом Бразилії пані Ділмою Русеф і повідомив, що альянс має намір до 2016 року збільшити своє виробництво в Бразилії. Зокрема, буде розширено виробництво вже існуючого заводу Рено в місті Курітіба та побудовано новий завод Ніссан із запланованим продуктивно-дослідним центром.

## Керівництво
- Карлос Гон (1999-2019)